# Biannularia
Genre
Synonymes
- genre Catathelasma Lovejoy (préféré par BioLib)[1]

Biannularia, les Biannulaires, est un ancien genre de champignons de la famille des Tricholomataceae. Les deux espèces qu'il contenait sont aujourd'hui dans le genre Catathelasma :  Catathelasma imperiale et Catathelasma ventricosum. 
La présence d'un anneau double n'était d'ailleurs pas leur apanage puisqu'on le retrouve aussi bien sur Agaricus bitorquis que sur les grandes lépiotes par exemple.